# Дворников, Фёдор Петрович
Фёдор Петрович Дворников  (8 февраля [21 февраля] 1870, Туринск—?) — бийский промышленник и торговец. Происходил из мещан г. Туринска. В начале XX века владел в Бийске крупообдирной и мукомольной мельницей, а также скупал в Бийском уезде зерно, сливочное масло и орехи. В 1912 году сумма производства мельницы и обороты по скупке зерна составили 107,5 тысяч рублей, прибыль — 6,5 тысяч рублей.
В 1917 году вошёл в состав товарищества на вере «Стекло», где занимал должность товарища председателя правления. После преобразования в 1918 году товарищества в АО «Алтайский Стеклолес» стал одним из директоров правления. Избирался в городскую думу, с 1908 года два срока подряд являлся заступающим на место городского головы (заместителем).
Входил в состав членов учётного комитета Бийского отделения Сибирского торгового банка, с 1912 года был членом городского биржевого комитета и заместителем председателя Бийского уездного раскладочного присутствия по промысловому налогу. Занимался благотворительностью.
С 1914 года был членом попечительского совета Бийской Николаевской женской гимназии.

## Семья
В 1896 году женился на мещанке Крутилиной Марии Андреевне (р. 1877).
Дети: Валентина (1897), Пётр (1898), Татьяна (1902), Михаил (1906), Мария (1909).